# Dégrafeuse

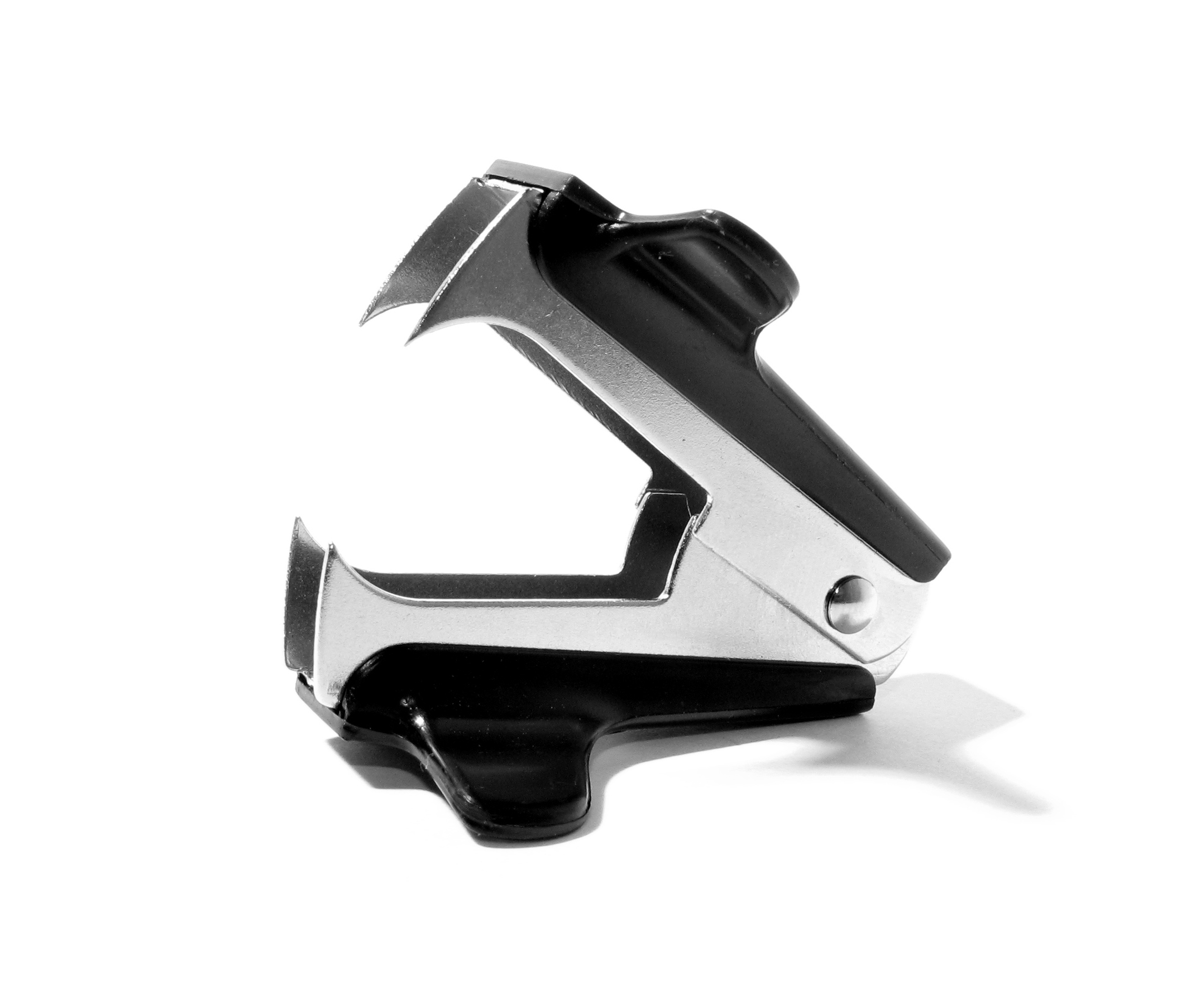
Dégrafeuse

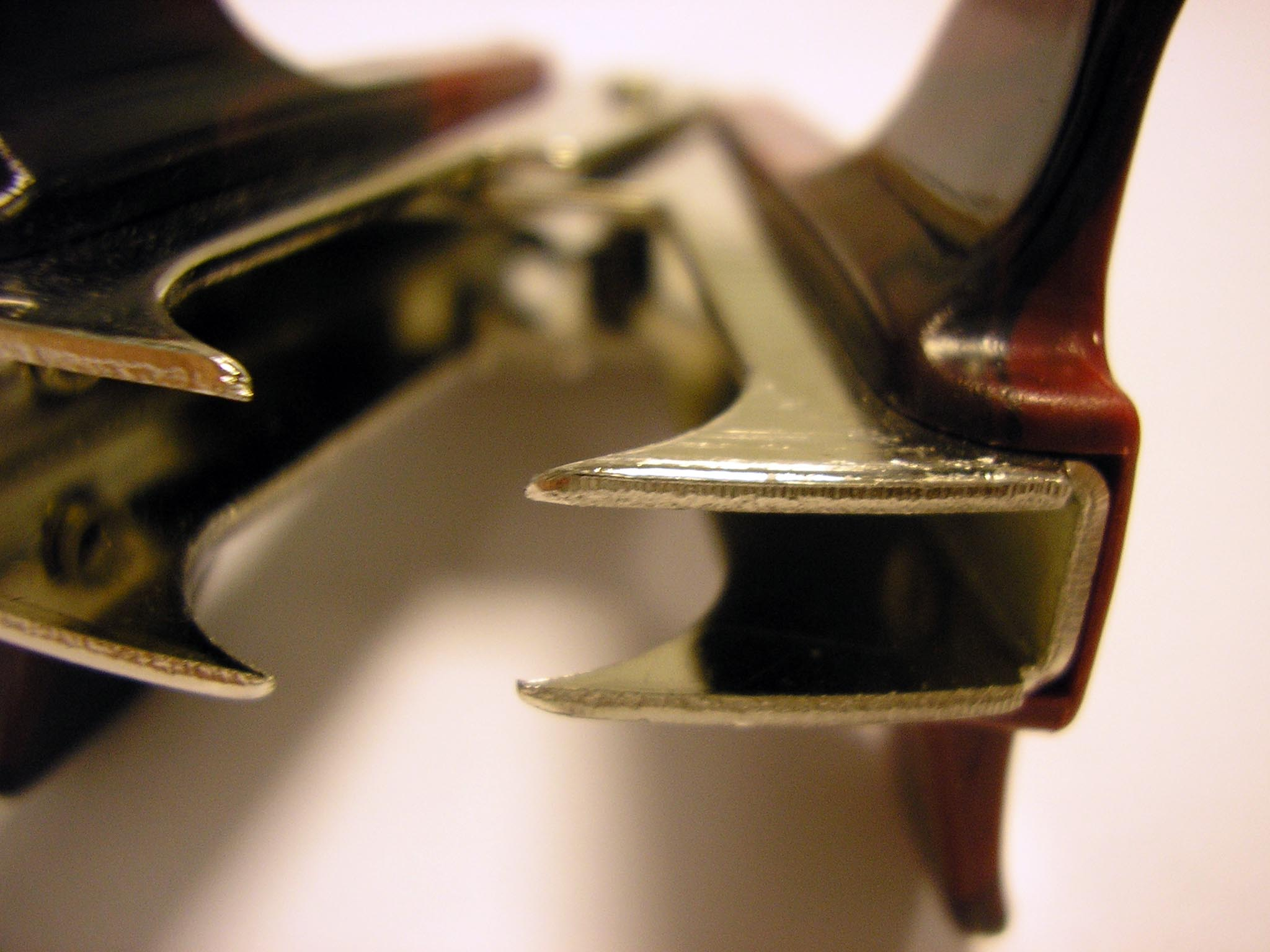
Détail d’une dégrafeuse

Une dégrafeuse (ou un ôte-agrafe) est un outil permettant d’enlever une agrafe d’un objet sans l’endommager.  

## Utilisation
Il faut appuyer de part et d'autre de la dégrafeuse en prenant soin de placer les dents de la dégrafeuse dans l'interstice entre l'agrafe et la feuille. Comme une pince, il faut appuyer de chaque bord de la dégrafeuse pour créer le mouvement.

## Historique
Les premières dégrafeuses ont été inventées par l'Américain William G. Pankonin originaire de Chicago en Illinois. Il dépose une demande de brevet pour cette invention le 12 décembre 1932, qui lui a été accordée le 3 mars 1936.